# Juan Chiruchi
Juan Antonio Chiruchi Fuentes (San José de Mayo, San José, 21 de octubre de 1947) es un político uruguayo, perteneciente al Partido Nacional. Fue ministro de Ministerio de Vivienda, Ordenamiento Territorial y Medio Ambiente y cuatro veces intendente del departamento de San José.

## Carrera política
A comienzos de los años ochenta se desempeñó como Intendente municipal interventor de San José, en los últimos años de la dictadura militar. En las elecciones de noviembre de 1984, que pusieron fin a la misma, fue elegido democráticamente para ejercer dicho cargo, para el que fue reelecto cinco años después.
En los comicios de 1994 fue candidato a Vicepresidente de la República, completando la fórmula presidencial herrerista encabezada por Juan Andrés Ramírez. En dicha oportunidad fue elegido senador. En 1995 el nuevo presidente Julio María Sanguinetti lo designó Ministro de Vivienda, Ordenamiento Territorial y Medio Ambiente, cargo en el que se mantuvo hasta fines de 1999. En las elecciones de este último año fue elegido nuevamente como senador en la lista del Herrerismo, pero en los comicios municipales de mayo de 2000 fue elegido por tercera vez para la jefatura comunal de San José. Cinco años después, en mayo de 2005, obtuvo la reelección para un nuevo mandato al frente de la Intendencia.
En el correr de 2007, su nombre sonó como posible precandidato presidencial del sector, junto con el de Luis Alberto Heber y Carmelo Vidalín; pero a la postre declinó su precandidatura en favor de la de Luis Alberto Lacalle.
En las elecciones de octubre de 2009, fue elegido Senador por Unidad Nacional.